# Morti nel 222
| Questa pagina contiene informazioni ricavate automaticamente dalle voci biografiche con l'ausilio del template Bio e di un bot. L'aggiornamento è periodico e automatico e ricostruisce completamente la pagina. Se manca una persona in questa lista, sei pregato di non aggiungerla, ma accertati piuttosto che la sua voce biografica contenga il template Bio e che i dati anagrafici siano correttamente compilati. Se il template Bio manca, inseriscilo tu stesso o, in alternativa, metti l'avviso {{tmp\|Bio}} che ne segnala la mancanza. Se i dati riportati sono sbagliati, correggi direttamente la voce biografica; le modifiche saranno visibili in questa lista entro pochi giorni. Per chiarimenti vedi il progetto biografie. La lista contiene solo le 8 persone che sono citate nell'enciclopedia e per le quali è stato implementato correttamente il template Bio. Pagina aggiornata al 10 feb 2025. |

- 11 marzo - Eliogabalo, imperatore romano (n. 203)
- 11 marzo - Giulia Soemia, romana (n. 180)
- Bardesane, scrittore e filosofo siro (n. 154)
- Papa Callisto I, papa, vescovo e santo romano
- Tito Messio Estricato, senatore romano
- Geminio Cresto, generale romano
- Ierocle, romano
- Zhang Liao, ufficiale cinese (n. 169)